# غلوستروب
غلوستروب هي بلدة الدنماركية في تقع في محافظة هوودستادن والتي تشكل جزء من ضواحي كوبنهاغن الغربية. وهي تمثل المقعد الإداري في بلدية غلوستروب, مع كثافة سكانية تصل إلى 22,357 حسب إحصاء سكان لعام 2015.
خلال القرن ال20, قامت غلوستروب ببناء سكة حديدية صغيرة التي تربط المدينة بالضواحي.
‌

## أعلام
- سورين بوسك
- كلوز كريستيانسن
- بيتر رود
- بيتر تومسن
- رينيه هنريكسن
- ألان كريستنسن